# Brachystoma thoracicus
Brachystoma thoracicus är en tvåvingeart som först beskrevs av Philippi 1865.  Brachystoma thoracicus ingår i släktet Brachystoma och familjen Brachystomatidae. Inga underarter finns listade i Catalogue of Life.